# Rakomylus
Rakomylus — вимерлий рід ссавців з родини верблюдових (Camelidae). Рід містить такі види: Rakomylus raki. Скам'янілості виявлено в США (Нью-Мексико) — всього 3 колекції.